# Dana Kuchtová
Dana Kuchtová, née le 18 juin 1961 à Český Krumlov, est une enseignante et femme politique tchèque.